# Union monétaire scandinave
L'Union monétaire scandinave (en suédois : Skandinaviska myntunionen ; en danois : den Skandinaviske Møntunion ; en norvégien : den skandinaviske myntunionen ou SMU) était une union monétaire constituée par la Suède et le Danemark le 5 mai 1873 par laquelle le taux de change de leurs devises respectives étaient fixées par rapport à l'or.
La Norvège, qui est alors unie avec la Suède avec toutefois une pleine autonomie intérieure, s'associe à l'Union deux ans après en 1875, fixant sa monnaie à l'or au même taux que le Danemark et la Suède (2,48 couronnes par gramme d'or, soit 0,403 gramme d'or par couronne). L'Union est un des résultats probants du mouvement politique scandinaviste du XIXe siècle.
L'Union fournit des taux et la stabilité en termes monétaires, mais les pays membres continuent à avoir leurs propres devises. Effet imprévu, la sécurité perçue par cette Union mène à l'acceptation des différentes devises dans pratiquement toute la zone.
Lors de la création de l'Union, la Suède change le nom de sa devise, appelée jusque-là riksdaler, en couronne (krona). Le Danemark fait de même, abandonnant le rigsdaler pour la couronne danoise en janvier 1875. Le mot Krone était déjà le nom d'une pièce danoise et quand la Norvège adhère, elle frappe également une krone norvégienne. Le nom signifie littéralement « couronne » et les différentes orthographes proviennent des différences entre les langues scandinaves.
En 1905, l'union politique entre la Suède et la Norvège est dissoute, sans que cela n'affecte la coopération dans l'Union. Ce n'est que le début de la Première Guerre mondiale, en 1914, qui met fin à l'Union. La Suède abandonne en effet l'équivalence de sa devise à l'or le 2 août 1914, sans taux de change fixe, la libre circulation s'est interrompue.
Le couronne islandaise (en islandais króna) est un dérivé de la couronne danoise, adopté après l'indépendance gagnée par l'île en 1918 puis conservé lors de la fondation de la république en 1944. La couronne islandaise connaît une redénomination en 1981, avec une nouvelle couronne qui en vaut 100 anciennes.
Depuis la création de la zone euro, la Suède, la Norvège et le Danemark n'en faisant pas partie, ces pays emploient toujours les mêmes devises que pendant l'Union monétaire, mais elles ont perdu leur équivalence à l'or, une à une, en 1914. La couronne danoise est cependant membre du mécanisme de taux de change européen, avec un taux de change de 7,46038 couronnes pour un euro avec une bande de fluctuation de ± 2,25 %.

## Sources
- (en)/(nn) Cet article est partiellement ou en totalité issu des articles intitulés en anglais « Scandinavian Monetary Union » (voir la liste des auteurs) et en nynorsk « Den skandinaviske myntunionen » (voir la liste des auteurs).